# ファンキー・ジャンプ (宝塚歌劇)
『ファンキー・ジャンプ』は宝塚歌劇団の舞台作品。雪組公演。

## 解説
※『宝塚歌劇100年史（舞台編）』の宝塚大劇場公演のデータ。
バラエティに富んだ構成の作品。

## 公演記録
1974年　宝塚大劇場公演（東京宝塚劇場未公演）
公演期間は11月29日から12月15日まで。
併演作品は『紅椿 雪に咲く -義士外伝・毛利小平太-』。
1979年　長岡、両津、新潟、弘前、青森、八戸、盛岡、釜石、気仙沼、仙台、太田、習志野、厚木、今市、横浜、福井、松任、金沢、奈良、岡山、丸亀、徳島、高知、松山、広島、戸畑、久留米、大分、中津、那覇、和歌山
公演期間は5月18日から7月7日まで。
併演作品は『春風の招待』。

## 宝塚大劇場公演のデータ
形式名は「グランド・ショー」。12場。
各組のスターがゲスト出演をした。
スタッフ
- 作・演出[1]：酒井澄夫。
- 作曲・編曲[3]：寺田瀧雄、入江薫、吉崎憲治
- 編曲[3]：佐々田芳彦
- 音楽指揮[3]：橋本和明
- 振付[3]：喜多弘、県洋二、朱里みさを
- 装置[3]：石浜日出雄
- 衣装[3]：静間潮太郎
- 照明[4]：今井直次
- 音響・録音[4]：松永浩志
- 小道具[4]：万波一重
- 効果[4]：扇野信夫
- 合唱指導[4]：橋本和明
- 歌唱指導[4]：水島早苗
- 演出助手[4]：南明、三木章雄
- 制作[4]：大谷真一